# Florina Chintoan
Florina Maria Chintoan (nascida em 6 de dezembro de 1985) é uma handebolista romena. Atua como pivô e joga pelo clube Jolidon Cluj. Integrou a seleção romena feminina que terminou na nona posição no handebol dos Jogos Olímpicos de Verão de 2016, realizados no Rio de Janeiro, Brasil. Foi medalha de bronze no Campeonato Europeu de Handebol Feminino de 2010, na Dinamarca/Noruega.